# Cykling under sommer-OL 2024
Cykelsport under sommer-OL 2024 finder sted 27. juli - 11. august 2024. 
De forskellige discipliner bliver afviklet hver for sig, med landevejscykling ved Pont d'Iéna. Banecyklingen og BMX racing afvikles i Vélodrome de Saint-Quentin-en-Yvelines komplekset. Mountainbike afvikles på Élancourt Hill, mens BMX Freestyle konkurrencerne afvikles på Place de la Concorde. Der bliver kvalificeret 514 ryttere til de i alt 22 medaljesæt for både herrer og damer.

## Format
Der er 4 forskellige discipliner ved cykelsporten under sommer-OL 2024. Det drejer sig om Landevejscykling, Banecykling, Mountainbike og BMX. I alle discipliner konkurreres der for herrer og damer. Landevejscykling er opdelt i linjeløb og enkeltstart mens banecykling er opdelt i de seks underdiscipliner: Sprint, holdsprint, holdforfølgelse, keirin, omnium og parløb. I mountainbike konkurreres der i Cross Country mens der i BMX konkurreres i racing og freestyle.

## Tidsplan
| Måned            | Juli    | Juli    | Juli    | Juli     | Juli    | August  | August | August | August | August | August  | August | August  | August | August  | August  |
| Datoer           | 27. Lør | 28. Søn | 29. Man | 30. Tirs | 31. Ons | 1. Tors | 2. Fre | 3. Lør | 4. Søn | 5. Man | 6. Tirs | 7. Ons | 8. Tors | 9. Fre | 10. Lør | 11. Søn |
| ---------------- | ------- | ------- | ------- | -------- | ------- | ------- | ------ | ------ | ------ | ------ | ------- | ------ | ------- | ------ | ------- | ------- |
| Landevejscykling | 2       |         |         |          |         |         |        | 1      | 1      |        |         |        |         |        |         |         |
| BMX Racing       |         |         |         |          |         | ●       | 2      |        |        |        |         |        |         |        |         |         |
| BMX Freestyle    |         |         |         | ●        | 2       |         |        |        |        |        |         |        |         |        |         |         |
| Mountainbike     |         | 1       | 1       |          |         |         |        |        |        |        |         |        |         |        |         |         |
| Banecykling      |         |         |         |          |         |         |        |        |        | 1      | 1       | 2      | 2       | 2      | 1       | 3       |

## Medaljetagere
| Landevejscykling           |                                       |                                          |                                          |
| Linjeløb (herrer)          | Remco Evenepoel · Belgien             | Valentin Madouas · Frankrig              | Christophe Laporte · Frankrig            |
| Linjeløb (damer)           | Kristen Faulkner · USA                | Marianne Vos · Holland                   | Lotte Kopecky · Belgien                  |
| Enkeltstart (herrer)       |                                       |                                          |                                          |
| Enkeltstart (damer)        |                                       |                                          |                                          |
| Banecykling                |                                       |                                          |                                          |
| Sprint (herrer)            |                                       |                                          |                                          |
| Sprint (damer)             |                                       |                                          |                                          |
| Holdsprint (herrer)        |                                       |                                          |                                          |
| Holdsprint (damer)         |                                       |                                          |                                          |
| Holdforfølgelse (herrer)   |                                       |                                          |                                          |
| Holdforfølgelse (damer)    |                                       |                                          |                                          |
| Keirin (herrer)            |                                       |                                          |                                          |
| Keirin (damer)             |                                       |                                          |                                          |
| Omnium (herrer)            |                                       |                                          |                                          |
| Omnium (damer)             |                                       |                                          |                                          |
| Parløb (herrer)            | Portugal · Iúri Leitão · Rui Oliveira | Italien · Simone Consonni · Elia Viviani | Danmark · Niklas Larsen · Michael Mørkøv |
| Parløb (damer)             |                                       |                                          |                                          |
| Mountainbike               |                                       |                                          |                                          |
| MTB Cross Country (herrer) | Tom Pidcock · Storbritannien          | Victor Koretzky · Frankrig               | Alan Hatherly · Sydafrika                |
| MTB Cross Country (damer)  | Pauline Ferrand-Prévot · Frankrig     | Haley Batten · USA                       | Jenny Rissveds · Sverige                 |
| BMX-racing                 |                                       |                                          |                                          |
| BMX-racing (herrer)        |                                       |                                          |                                          |
| BMX-racing (damer)         |                                       |                                          |                                          |
| BMX-freestyle              |                                       |                                          |                                          |
| BMX-freestyle (herrer)     |                                       |                                          |                                          |
| BMX-freestyle (damer)      |                                       |                                          |                                          |